# 沙田
座標: 北緯22度22分30秒 東経114度11分00秒 / 北緯22.37500度 東経114.18333度
沙田（さてん、広東語：サーティン、英語：Sha Tin シャティン）は、香港・新界にある住宅・商業地区である。行政区は、香港でもっとも人口の多い区である沙田区に属する。古くは棘園、艻園、瀝源。
広義の沙田は、この沙田区全体を指し、狭義の沙田だけではなく火炭、馬場、馬料水、中文大学、九肚山、馬鞍山など広い範囲を指すが、ここでは、一地区としての沙田（狭義の沙田）を解説する。
香港の一大ベッドタウン、そして衛星都市としての様相を呈している。
もともとは、吐露港に続く、深く切れ込んだ入り江がある農村、漁村に過ぎなかったが、1970年代、香港政庁が積極的に進めた新界のニュータウン建設計画の一環として入り江は埋め立てられ、入り江の一部は香港最大の河川「城門河」として残してあとは周りに高層住宅を建てられていき、今の沙田の街の形となった。
人口の多さは香港随一であるが、同じ人口の多い九龍の観塘地区と比べると、所得水準が中流以上とやや高い住民の割合が高いことが特徴である。
沙田駅には、「新城市広場」（ニュータウンプラザ）という、駅に直結するショッピングモールがある。
また沙田駅には、日系スーパーのシティスーパーがあり、かつては西友（香港でのブランド名は「西田」となっているが、英語のロゴは SEIYU となっており、日本と同じである）もあったが、現在では売却され、香港資本となり、名称も「一田（YATTA）」と変更された。
沙田には、すべての政府機関がそろっており、地域の中心としての役割を果たしている。また、公園、プール、スポーツ施設などレジャー施設、文化施設の管理運営をつかさどる香港政府の一機関「康楽及文化事務署」の本部は、ここ沙田にある。
観光名所として、香港文化博物館や、風車をまわせば幸運が訪れるといわれている「車公廟」がある。競馬の香港国際競走や香港三冠が開催される沙田競馬場が立地する。
また高速道路1号線の終点（起点は香港島南区の香港仔）、9号線、2号線が交わる、自動車交通の要所でもある。
ニュータウンの様相を見せている沙田であるが、他方古くからの住民もおり、そういった住民の村も、いまだ点在している。